# Geneesmiddelonderzoek
Geneesmiddelonderzoek kan over het algemeen omschreven worden als een wetenschappelijke activiteit, die binnen bedrijven wordt beoefend met het doel een geneesmiddel als commercieel product op de markt te brengen.
Wat betreft de reguliere medicijnen, is geneesmiddelonderzoek meestal een kostbare, tijdrovende en arbeidsintensieve bezigheid. Het ontwikkelen van één geneesmiddel kan meer dan 10 jaar en honderden miljoenen euro kosten. Daar staat noodzakelijkerwijs tegenover, dat een geneesmiddel zeer winstgevend kan zijn, wanneer het eenmaal op de markt is. Sommige farmacieconcerns, zoals Pfizer, behoren daarom tot de bedrijven met de grootste omzet ter wereld.
Ook buiten het bedrijfsleven, op (universitaire) onderzoeksinstituten, kan veel geneesmiddelonderzoek plaatsvinden. Dit onderzoek dient niet primair een commercieel, maar een wetenschappelijk doel.

## Fasen
Regulier geneesmiddelonderzoek bestaat uit een preklinische en vier klinische fasen. Met name in de klinische fasen vallen veel geneesmiddelen af. Een enkele keer gebeurt het, dat een geneesmiddel een onvoorziene, gunstige werking heeft. Dan kan het gebeuren, dat uiteindelijk een geneesmiddel voor een andere aandoening op de markt wordt gebracht, dan waar het oorspronkelijk voor bedoeld was.

### Preklinische fase
In de preklinische fase wordt meestal eerst een grote groep stoffen in vitro gescreend op de biologische activiteit van interesse. Stoffen die zeer gunstig uit deze screening komen, worden genomen als 'lead compounds'. De chemische structuur van deze lead compounds wordt geoptimaliseerd, en indien gewenst worden er additionele in vitro tests gedaan. 

### Testen op proefdieren
Wanneer er goede redenen zijn om aan te nemen, dat een lead compound een potentieel geneesmiddel is, wordt zo'n stof getest op proefdieren. Met name wordt dan gelet op de effecten van de dosis, en eventueel op de werking van het potentiële geneesmiddel bij een  opzettelijk aangebrachte aandoening.

### Testen op mensen
Wanneer men overtuigd is van voldoende veiligheid en werking van het potentiële geneesmiddel, wordt met de klinische fasen gestart. In de eerste klinische fase wordt het geneesmiddel getest op kleine groepen gezonde vrijwilligers. In de tweede klinische fase volgen er tests op kleine groepen vrijwilligers, die een aandoening hebben, waarvoor het geneesmiddel bedoeld is. In de derde fase van klinisch onderzoek worden grote groepen patiënten getest. Wanneer het geneesmiddel al deze fasen doorlopen heeft, kan het op de markt worden gebracht. Dan begint de vierde fase van klinisch onderzoek, waarbij de met name de veiligheid van het geneesmiddel gemonitord wordt.